# Mauro Osores
Mauro Gabriel Osores (20 febbraio 1997) è un calciatore argentino, difensore del Marathón in prestito dall'Atl. Tucumán.

## Caratteristiche tecniche
È un difensore centrale.

## Carriera
Inizia la propria carriera con il Lastenia dove gioca nel Torneo Federal B prima di passare all'Atl. Tucumán nel 2016; debutta in prima squadra il 2 agosto 2017 in occasione dell'incontro di Coppa Sudamericana vinto 3-0 contro l'Oriente Petrolero.

## Statistiche

### Presenze e reti nei club
Statistiche aggiornate al 31 luglio 2021.
| Stagione        | Squadra         | Campionato      | Campionato | Campionato | Coppe nazionali | Coppe nazionali | Coppe nazionali | Coppe continentali | Coppe continentali | Coppe continentali | Altre coppe | Altre coppe | Altre coppe | Totale | Totale |
| Stagione        | Squadra         | Comp            | Pres       | Reti       | Comp            | Pres            | Reti            | Comp               | Pres               | Reti               | Comp        | Pres        | Reti        | Pres   | Reti   |
| --------------- | --------------- | --------------- | ---------- | ---------- | --------------- | --------------- | --------------- | ------------------ | ------------------ | ------------------ | ----------- | ----------- | ----------- | ------ | ------ |
| 2016            | Lastenia        | TFB             | 9          | 0          |                 | -               | -               |                    | -                  | -                  |             | -           | -           | 9      | 0      |
| 2017-2018       | Atl. Tucumán    | PD              | 2          | 0          | CA              | 1               | 0               | CS                 | 1                  | 0                  |             | -           | -           | 4      | 0      |
| 2018-2019       | Atl. Tucumán    | PD              | 0          | 0          | CA              | 0               | 0               | CL                 | 1                  | 0                  |             | -           | -           | 1      | 0      |
| 2019-2020       | Guillermo Brown | PN              | 4          | 1          | CA              | 0               | 0               |                    | -                  | -                  |             | -           | -           | 4      | 1      |
| 2020            | Atl. Tucumán    |                 | -          | -          | CdL             | 10              | 0               |                    | -                  | -                  |             | -           | -           | 10     | 0      |
| 2021            | Atl. Tucumán    | PD              | 4          | 0          | CA+CdL          | 1+3             | 0               | CS                 | 1                  | 0                  |             | -           | -           | 9      | 0      |
| Totale carriera | Totale carriera | Totale carriera | 19         | 1          |                 | 15              | 0               |                    | 3                  | 0                  |             | -           | -           | 37     | 1      |